# Storstrøm Forsikring G/S
Storstrøm Forsikring G/S (indtil april 2023: Storstrøms Forsikring G/S) er et forsikringsselskab med hovedsæde på Farø i Vordingborg Kommune. Selskabet tilbyder forsikring til private og mindre erhverv i områderne Sjælland, Lolland, Falster og Møn.  

## Historie
Storstrøms Forsikring blev etableret i december 2002 ved en fusion mellem forsikringsselskaberne Marker Madsen g/s og Møns Brandforsikring g/s, som har rødder helt tilbage til 1845. Selskabet er etableret som et gensidigt selskab, hvor alle forsikringstagere er medejere. 
I dag går selskabet under navnet Storstrøm Forsikring G/S og har ca. 40 ansatte, hvoraf 30 har deres daglige gang på kontoret på Farø med udsigt til Farøbroerne, som man flyttede ind i i august 2023. Indtil da havde virksomheden hovedsæde i den gamle dommerbolig i Stege på Møn.